# Thái y viện
Thái y viện (太醫院) hay Ngự y viện (御醫院) là cơ quan trong Tử Cấm Thành trách chăm sóc sức khỏe cho vua và hoàng gia triều Nguyễn, quan lại trong triều đình và quản lí các hoạt động y tế của cả nước.

## Lịch sử
Thái Y viện được thành lập vào năm Gia Long thứ nhất (1802); đến năm 1804, cơ bản được hoàn thành. Sách Đại Nam nhất thống chí thì ban đầu, Thái Y viện được xây dựng ở phường Dưỡng Sinh trong Kinh thành; đến đời vua Minh Mạng được dời về phía đông Duyệt Thị đường, trong Tử Cấm Thành (Huế).

## Tổ chức

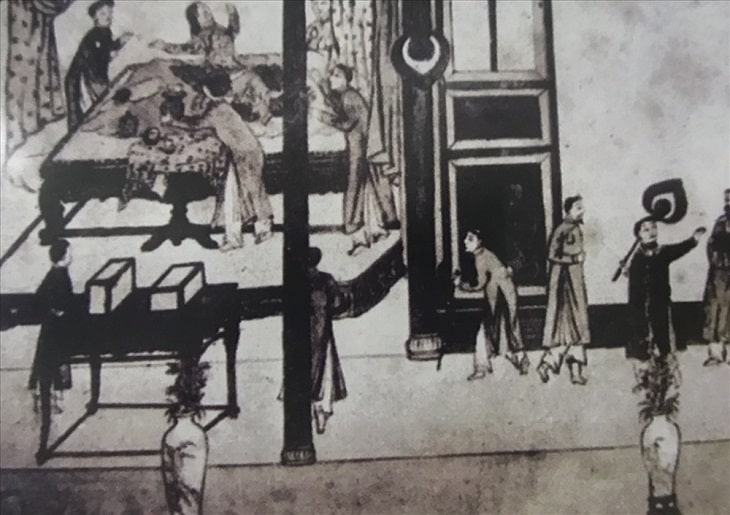
Cảnh khám và chữa bệnh cho những người trong hoàng cung của các Ngự y của Thái Y Viện dưới triều Nguyễn

Dưới triều vua Gia Long, bộ máy tổ chức của Thái Y viện còn sơ sài. Vua cho đặt Chánh y, Phó y nhưng không có số người nhất định.  Năm Gia Long thứ 4 (1805), nhà vua chuẩn định phẩm hàm cho quan viên trong Thái y viện "Thái y viện Ngự y Chánh ngũ phẩm, Ngự y phó Tòng ngũ phẩm, Thái y viện Y chánh Tòng lục phẩm, Thái y viện Y phó Tòng thất phẩm, Y viện Tòng bát phẩm".
Đến năm 1820, khi vua Minh Mạng lên ngôi, cơ cấu bộ máy Thái Y viện được hoàn chỉnh dần. Trong đó "Chánh ngũ phẩm Ngự y chánh 1 người, Tòng ngũ phẩm Ngự y phó 2 người, Chánh thất phẩm Y chánh 2 người, Tòng thất phẩm Y chánh 2 người, Chánh bát phẩm Y chánh 10 người, Tòng bát phẩm Y phó 10 người, Chánh cửu phẩm Y sinh 12 người, Tòng cửu phẩm Y sinh 30 người; ngoại khoa Chánh bát phẩm Y chánh 2 người, Tòng bát phẩm Y phó 2 người, Tòng cửu phẩm Y sinh 16 người. Tất cả gồm 89 người đều cho thực thụ. Chánh bát phẩm Y chánh trở lên 19 người, cấp bổng theo phẩm trật".
Năm 1829, niên hiệu Minh Mạng thứ 10, người đứng đầu Thái Y viện được nâng lên chức Viện sứ hàm Chánh tứ phẩm. Đến năm 1833, thì đặt thêm chức Tả Viện phán và Hữu Viện phán, Tòng thất phẩm y chánh là Lê Phúc Thụ được bổ làm Tả viện phán, Nguyễn Văn Đường làm Hữu viện phán, giữ công việc ghi chép sổ sách, công văn.